# Моньо Минев
Моньо Иванов Минев (Крачун) е участник в комунистическото движение преди и по време на Втората световна война. Български партизанин от Народна бойна дружина „Чавдар“ и Партизански отряд „Христо Кърпачев“.

## Биография
Моньо Минев е роден на 3 февруари 1918 г. в с. Крушуна, Ловешко. Учи в родното си село и Ловешката смесена гимназия „Цар Борис III“. Тук е много добър по успех ученик. Приет за организиран член на РМС и участва в ученическите акции. През 1940 г. постъпва в Софийския университет, стопанския отдел на Юридическия факултет. Организиран член на БОНСС.
Участва в комунистическото съпротивително движение по време на Втората световна война. На 5 септември 1941 г. е потърсен от полицията поради разпространени антивоенни позиви в родното му село. Преминава в нелегалност и е първият партизанин в Ловешко. Приема партизанско име Крачун. Участва в създаването на първата партизанска бойна единица (1941), Народна бойна дружина „Чавдар“ и Партизански отряд „Христо Кърпачев“ (1943). Политически командир на първа чета и близък приятел на Христо Кърпачев. Участва във всички бойни действия. Негови стихотворения и публицистични статии са публикувани в партизанския вестник „Истина“.
На 17 февруари 1944 г. заедно с партизанина Сава Ганчев след предателство водят ожесточена престрелка с подразделение на IX ловна дружина в местността „Цигларницата“ край с. Крушуна. Останал сам, се укрива в с. Надежда (дн. Кърпачево). При престрелка с полицейско подразделение и неуспешен опит да пробие обкръжението се самоубива с последния си патрон на 23 февруари 1944 г.